# Two Bus
Two Bus — однодумці з різних регіонів України, які об'єдналися для створення мелодій та рим. Грандж та інді-рок огортаються соціальними темами і проникають у вуха та душі слухачів.
Звучання Two Bus — інді-рок, бард-панк із часто гостросоціальними текстами, головний герой яких — наш[чий?] сучасник.
Щодо назви Two Bus і перекладу — все складно і суперечить правилам граматики: «two» — англійська варіація, а «bus» — німецька, тому в транскрипції вимовляється, як «Ту Бус», але колектив при цьому український. Як варіант перекладу — «Два автобуси».
Свій творчий шлях група почала 2012 року. До початку військових дій на Донбасі гурт «дислокувався» в Луганську і Харкові.
За цей час музиканти взяли участь у понад 20 різноманітних рок-фестивалях в Україні. На сьогодні концертну програму складають близько 50 композицій.
У грудні 2013 року вперше в Луганську гурт Two Bus зіграв онлайновий концерт «Квартирник» у студії НТРК «Ірта» у прямому ефірі з трансляцією в YouTube. Такого в Луганську до 2014 року і після ще ніхто не робив[джерело?].
У травні 2018 року творчість групи висвітлює перший[джерело?] аудіо-журнал «Stereobaza» — щотижневе радіошоу, що виходить на українській радіостанції «Просто Раді.О», (раніше — на Europa Plus Україна) в рубриці Stereo-Ukraine, присвяченій подіям і явищам, пов'язаним із розвитком вітчизняної музичної сцени, а також найцікавішим українським виконавцям.
Восени 2018 року гурт отримує пропозицію від телеканалу СТБ взяти участь у Національному відборі до конкурсу Євробачення 2019.
Гурт приймає рішення взяти участь і відправляє дві композиції: україномовну — «Розділові (Сподівання)», презентація якої відбулася в ефірі «Громадського радіо» (програма "Київ-Донбас, 30 вересня 2018) і російськомовну — «Краешком (Люди на блюді)», раніше ніде не звучала, крім як на «Квартирниках» в акустичному варіанті.
У травні 2020 року вийшов перший студійний альбом українського гурту Two Bus під назвою «Ч/Б», до якого увійшли 12 композицій (10 російськомовних і дві українською мовою).
Композиція «Моя страна» з альбому «Ч/Б» перемогла в конкурсі міжнародного порталу «Експеримент» у номінації «Найкраща музична композиція літа 2020».
У жовтні 2020 року група TWO BUS випустила перший кліп на пісню «Ч/Б» з однойменного альбому.
Відео опублікували, як і було раніше обіцяно учасниками колективу, разом із альбомом на цифровому майданчику (онлайн-платформі) Gumroad, де можна подивитися дві відеоверсії до композиції «Ч/Б», а також придбати музичний альбом.
У серпні 2021 року результатом співпраці гурту Two Bus із недержавним театром «Art & Гарт» стало рок-данс виконання «Тільки не Гамлет», яке було презентовано «лабораторно» в рамках проекту «Містерія: актор. Сєвєродонецьк», а також зігране у прямому ефірі НТРК «ІРТА» з трансляцією в YouTube.
Восени 2021 року музикант гурту Дмитро Проха бере участь у телевізійному проекті «Відвідайте мій дім», в якому герої з різних регіонів України приїжджають один до одного в гості з презентацією свого краю. Вихід передачі про Сєвєродонецьк за участю музиканта гурту Two Bus був запланований на 24 лютого 2022 року. Але через російське військове вторгнення передача не виходить в ефір.
У жовтні 2022 року український гурт Two Bus представив концертний альбом «Rock Bulava (Live in Cherkasy)». Це «живий» виступ інді-бард-рок гурту Two Bus спільно з панк-рок гуртом Parallel на найроковішому[джерело?] фестивалі країни.
У січні 2023 року гурт підготував нову акустичну рок-програму (фортепіано, гітара, вокал, перкусія), яка складається з україномовних, англомовних і франкомовних пісень.
У липні 2023 року на всіх потокових платформах у вільному доступі стала доступна нова творча робота гурту Two Bus, представлена у вигляді синглу «Сон це» (Radio Edit).
У жовтні 2023 року на стриміннових сервісах у вільному доступі з’явився ЕР «Диво». Це дивовижна історія однієї пісні, яка стала мініальбомом. 
1 червня 2024 року, до Міжнародного дня захисту дітей, український рок-гурт TWO BUS презентує у вільному доступі на стрімінгових платформах свій новий сингл «Глобус» («Озброєні діти»)
Гурт продовжує творчий шлях, демонструючи велику силу духу і відданість своїй музиці навіть у важкі часи, популяризуючи українську рок-культуру не тільки в країні та за її межами.
Сьогодні[коли?] український гурт TWO BUS існує та працює у такому складі:
- Дмитро Проха: вокал, гітара, авторство пісень;
- Євген Кугаєвський: рояль, фортепіано, електропіаніно, вокал, беквокал, авторство пісень;
- Іван Дуда: перкусія (дарбука, шейкер), відеоінженер, технік;
- Антон Чуріков: флейта, звукоінженер, вокал, беквокал, авторство пісень;
- Анатолій Тоненький: валторна, українські народні духові інструменти;
- Артем Шаповал: бас-гітара, беквокал, вокал (гурт Parallel);
- Олександр Рачинський: барабани, вокал (гурт Parallel);
- Олександр Рамусь: губна гармоніка;
- Павло Лемешев (Dr.HAZe): соло-гітара;
- Дмитро Погорєлов: авторство пісень

## Дискографія
Альбоми та сигнали, доступні для прослуховування на всіх потокових платформах:
- Студійний альбом «Ч/Б» — 2020[4]
- Альбом «Kharkiv Рок-Акустика» (Live) —  2021/2022[5]
- Альбом «Rock Bulava» (Live in Cherkasy) — 2022[6]
- Сингл «Сон Це» (Radio Edit) — 2023[7]
- ЕР «Диво» - 2023 https://album.link/w4cbs38kzkw2z
- Сингл «Глобус» («Озброєні діти») - 2024 https://song.link/p7p8330msx4bw
- Cингл «Байконур»-2025 https://song.link/9mzht7vjgxtwp

Альбоми та сигнали, ексклюзивні для SoundCloud:
- Онлайновий концерт «Квартирник „TWO BUS“ 17/12/2013» (Live) — 2013[8]
- Сингл «На гранях весны» — 2015[9]
- Сингл «Radio Edit, ч. I» — 2017[10]
- Сингл «Radio Edit, ч. II» — 2018[11]

Бутлеґи:
- Two Bus Концерт у КлрР м. Харків (Live) — 2018
- Дмитро Проха (Two Bus) концерт у КлрР 5 жовтня 2019 (Live)

## Участь у фестивалях
- музично-поетичні фестивалі пам'яті музиканта, поета і художника Вені Д'ркін: «Веничкина Радуга», 2012—2013 (Луганськ); «ДрФест Днепр 2012», (Дніпро); «Др-опенэйр в Донецке», 2013 (Донецьк); «ДрФест на Купала», 2013 (Харків);
- RespublicaFEST // Фестиваль Республіка (нічна сцена), 2012 (Кам'янець-Подільський);
- 3-й Міжнародний Reggae Festival 2014 Ukraine (у складі гурту «Dub Joint»), 2014 (Харків);
- музично-літературний фестиваль «Дорога на Схід», 2016 (Старобільськ);
- байк-фест III, IV, V, присвячений творчості В. Цоя, 2017—2019 (Риб'янцеве);
- міський відкритий музичний фестиваль «Peace, Love and Happiness» (рос. Мир, Любовь и Счастье), 2018 (Сєвєродонецьк);
- неформальна музична гулянка «Liniovo Muzyczna Hulianka 2018», «Lenovo UNderground Party / 3», 2019 (Рубіжне, о. Лінево);
- фестиваль-концерт просто неба «Рок-музыканты за мир и справедливость» у рамках фестивалю «Музыку слышно сквозь стены», 2018 (Сєвєродонецьк);
- щорічний акустичний фестиваль «Весенний Слой-4», 2019 (Запоріжжя);
- щорічний фестиваль «Jam session», 2019 (Лисичанськ);
- музичний фестиваль «Светлоград-fest» 2019 (Сєвєродонецьк)
- III історичний етнофестиваль «Східний Бастіон-2019», концертна програма (Сєвєродонецьк);
- мотофестивалі «Ява-2019» та «Ява-2020», 2019—2020 (Кремінна);
- XX, XXII фестиваль акустичного року під Балаклією, 2018 та 2020 (Ветрівська коса, Чепіль);
- культурний фестиваль «ТерраФокс 2.0», 2020 (Лисичанськ);
- Bike-rock «RepinFest-Peredvizhniki», 2019—2020 (Чугуїв);
- моторок-фестиваль «Горыныч фест-2020», 2020 (Щурове);
- Щорічний байк-зліт «Осенний барашек», 2020 (Кремінна);
- фестиваль «Зимний рок», 2018 та 2021 (Лисичанськ);
- III—V обласний відкритий рок-фестиваль «Зі Сходу до Заходу», 2019—2021 (Сєвєродонецьк, Старобільськ);
- мотофестиваль «Приезжай!», 2019 та 2021 (Куп'янськ);
- фестиваль «День музыки в Харькове», 2019 та 2021 (Харків);
- Open Air-фестиваль «Рок булава», 2019 та 2021 (Черкаси);
- благодійний рок-фестиваль, 2023 (Гадяч);
- фестиваль «День вуличноъ музики», 2023 (Черкаси);
- «23 фест», 2023 (Харків)
- Мистецький фестиваль «Крутий заміс», 2023 та 2024 (Черкаси);